# Сенсации и замечания госпожи Курдюковой
«Сенса́ции и замеча́ния госпожи Курдюко́вой за границею, дан л’Этранже́» — сатирическая путевая поэма в двух частях, сочинявшаяся Иваном Мятлевым с 1838 года и — до скоропостижной смерти в феврале 1844 года. Написанная разговорными макароническими стихами, то ли пародирующими, то ли просто воспроизводящими спутанный язык светских салонов Петербурга, эта поэма стала основой популярности Мятлева и на несколько десятилетий сделала имя мадам Курдюковой нарицательным, прежде всего, в салонах большого света.

## История публикации
«Сенсации...» печатались постепенно, отдельными главами по мере написания, в 1840-1844 годах. Автор сам руководил публикацией и не был чужд мистификациям. На титульном листе первого отдельного издания значится надпись: «Тамбов, 1841 г.», хотя известно, что «Сенсации и замечания госпожи Курдюковой за границей, дан л’Этранже» печатались в Петербурге. К повторному изданию «Сенсаций» Мятлев поставил эпиграф: «Не ву пле па? Не лизе па!» («Не нравится? — не читайте»).
Автор был одним из богатейших людей Петербурга, его дом находился в центре города, на Исаакиевской площади. По его личному желанию и замыслу издание поэмы было выполнено с особым шиком. Белинский относил книгу к лучшим достижениям российского типографского дела и в первой же рецензии писал, что «оно заслуживает величайшего внимания и самых лестных похвал по своим политипажным картинкам и виньеткам, изобретенным и выполненным превосходно».
Популярности этого сочинения содействовала, в первую очередь, особенная артистическая живость, с которой автор регулярно декламировал его отрывки в петербургских гостиных, многим, впрочем, изрядно надоедая; а также живые острохарактерные иллюстрации, рисованные приятелем Мятлева, молодым на тот момент художником-графиком Василием Тиммом. К началу 1844 года было опубликовано всего три части поэмы: Германия (12 глав); Швейцария (8 глав) и Италия (13 глав). Поэма так и не была закончена, поскольку в феврале 1844 года автор скоропостижно скончался, спустя две недели после празднования своего 48-летия.
Как человек богатый, известный в светских кругах, имевший высокое положение при дворе и хороший чин, Мятлев был модным литератором-стихотворцем. Хотя поведение и репутация у него были несерьёзные, шутовские, подстать его собственному характеру и отношение ко всему происходящему. Издав в начале 1830-х два стихотворных сборника, он сопроводил шутливой надписью: «Уговорили выпустить». В полном соответствии с отношением автора к самому себе, относились к нему и другие. Тем не менее, публикация юмористической поэмы «Сенсации и замечания госпожи Курдюковой за границею, дан л’этранже» принесла Ивану Мятлеву хотя и лёгкую, но широкую известность и славу.

В литературном отношении славе его, как и тогда можно было предвидеть, не было суждено долговечности, хотя он лишь за несколько недель до смерти издал ещё вторую часть своих «Сенсаций г-жи Курдюковой» и даже пустил их по целой Европе, раздарив экземпляры всем лицам свиты обоих молодых в царской нашей семье, без заботы о том, что они поймут в русских его стихах. Все его произведения имели некоторое достоинство только тогда, когда он сам их читал, а на это дело Мятлев был и мастер и охотник...— Модест Корф, «Записки», 1844
Уже после смерти автора незаконченная поэма выдержала ещё несколько отдельных изданий, в том числе, в 1856 году (снова в «Тамбове»), встретившее крайне несочувственные оценки Чернышевского. В 1904 году поэму в точном репринтном соответствии с первым изданием перевыпустила типография Алексея Суворина.
Истинно светский человек по духу, автор поэмы с 1830 года имел высокое придворное звание камергера, а в 1833 году был пожалован чином действительного статского советника и состоял в хороших отношениях с императором Николаем I, который нередко посещал балы в его доме, в том числе, был и на масленницу 1844 года. Скоропостижная смерть Ивана Мятлева не оставила царя равнодушным. С его высочайшего соизволения «Сенсации госпожи Курдюковой» были переделаны для сцены и игрались на сцене императорского Александринского театра.

## История создания и источники романа
Мне сказали доктора:

«Мадам Курдюков! Пора

Вам бы на воды в Германью...

Там найдете вы компанью

Лордов, графов и князей —

Препорядочных людей.

Вам понравится Европа.

Право, мешкать иль не фо́ па,

А то будете мала́д.

Отправляйтесь-ка в Кронштадт».

Вот в дорогу я пустилась:

В город Питер дотащилась

И промыслила билет

Для себя, э пур Анет,

И пур Харитон ле медник.

Сюр ле пироскаф «Наследник»

Погрузила экипаж,

Приготовилась в вояж.
(глава первая, начало поэмы)
На создание поэмы автора натолкнуло, в первую очередь, его собственное большое путешествие по Европе (1834-1839), во время которого он сначала, до 1836 года числился в отпуске,, а затем вышел в отставку. В поездку с семьей Мятлев отправился, чтобы поправить здоровье сына, из восьми детей остались в живых только двое. Наблюдения за русскими господами и госпожами Курдюковыми за границей легли в основание будущей поэмы.
По структуре текст с лёгкими куплетными рифмами представляет собой сюиту, составленную из отдельных путевых очерков. По существу, тамбовская помещица Курдюкова повторила маршрут самого Мятлева и его семьи (Германия — Швейцария — Италия). Кроме того, художник-иллюстратор Василий Тимм придал Курдюковой лёгкое портретное сходство с автором. В одной из картинок содержится даже прямое указание на связь автора и героини: писатель глядится в зеркало и видит там лицо Курдюковой.
Ещё одним вдохновителем работы над текстом стала фрейлина и влиятельная светская дама Александра Смирнова-Россет. Однажды при Мятлеве она весьма едко и артистично, в своей привычной манере, изобразила поведение и повадки спесивой провинциальной барыни, помещицы. После публикации первых глав Мятлев не раз повторял ей слова признательности, в том числе, в письмах: «Вы – истинная мать Курдюковой... я о вас думал всё время, писав её нашёптывания. О вы, которой она посвящена и принадлежит!»
Ещё одним прототипом госпожи Курдюковой считается некая Мавра Быховец (1793-1853), калужская помещица, богатая вдова, почти одновременно с Мятлевыми предпринявшая европейское путешествие по тому же маршруту, и оставившая подробный дневник под названием «Путевые записки от Москвы до Неаполя», который до сих пор хранится в отделе рукописей Российской государственной библиотеки..
Кое-какие указания оставил в тексте поэмы и сам автор. В частности, Курдюкова между делом сообщает: «Когда, будучи при месте, кажется, рублей за двести, мой супруг попал под суд…» Мавра Быховец, в девичестве Крюкова, была замужем за нижегородским губернатором. Муж, Степан Антипович Быховец был вдвое старше её, и в своё время тоже попал под следствие по делу о перерасходовании казённых средств на проведение ярмарки. В тюрьме он, правда, не сидел, однако, был отправлен в отставку и «сослан» в собственное калужское имение. Там в 1828 году он благополучно скончался.
Дневник Мавры Быховец заканчивается записью от 20 января 1839 года: «Все дни занималась счетами, укладкою, прощай, величественный Неаполь, прощай навечно! Разлуку с тобою я сношу равнодушно. — Каждый шаг есть возвращение в Отечество, в благословенную Россию». Таким образом, прототип г-жи Курдюковой из Италии отправился обратно на Родину.
Примечательно, что и поэма Мятлева также заканчивается главой Неаполь (в трёх частях, третья стала последней). Между тем, известно, что Мятлев хорошо знал и Францию, путешествие по которой должна была вслед за ним совершить и г-жа Курдюкова, но так и не смогла туда отправиться, поскольку работа над «Сенсациями и замечаниями мадам Курдюковой» была прервана в феврале 1844 года скоропостижной смертью автора.:8
Работа над поэмой о путешествии госпожи Курдюковой «дан л’этранже» стала важным этапом в творчестве Мятлева. Уже первые неопубликованные отрывки принесли ему, говоря без преувеличений, настоящую литературную славу. Не делая из своей работы тайны, он с готовностью читал отрывки из поэмы, так же как все прочие свои стихи, в литературных салонах, где Курдюкова имела, в основном, очень большой успех. Послушать декламации Мятлева приезжали специально на вечера к Одоевскому. Восторженные отзывы о первых «курдюковских» чтениях оставили, в частности, Евгений Баратынский, Пётр Плетнёв и Юрий Арнольд.:10-11

## Критика и оценки
Поэма не отличается ни глубиной содержания, ни последовательностью сюжета, хотя А. Краевский и замечает в своей рецензии от января 1844 года, что «в стихах мадам Курдюковой есть также своя философия». От начала и до конца он написана нарочито лёгким водевильным стихом, в типичном «макароническом» стиле, когда текст то и дело перемежается «смесью нижегородского с французским». Причём, иностранные слова даются в русской искажённой транскрипции, в точности, как в салонных разговорниках начала XIX века.
Вот дама Курдюкова,

Её рассказ так мил,

Я о́т слова до слова

Его бы затвердил.

Мой ум скакал за нею,

И часто был готов

Я броситься на шею

К madame de Курдюков.:7-8
(С.Петербург, 1841)
Лёгкость и легкомысленность стиха, изложения и содержания составляет главное и подавляющее свойство поэмы, что в один голос отмечают и критики, и хвалители. «Всё так легко, эфирно, что того и гляди улетит, испарится, сделается невидимо для взора»... Главная и единственная «прелесть этой удивительной поэзии заключается именно в том, что она тем более доставляет читателю удовольствия, чем меньше издерживает он внимания при её перелистывании. Напряжение, неизбежное при чтении книги серьёзного содержания, нарушающее сладкую дремоту мысли и воображения, — здесь совершенно не нужно. Воображение может дремать, мысль может также дремать или вовсе отлучиться из головы, лишь бы рука перелистывала, да глаза перебегали со строки на строку: наслаждение будет неописанное».
Гораздо более суровую оценку заслужили стихотвореные упражнения у «демократических» критиков, прежде всего, Белинского и, позднее, Чернышевского. Ещё при жизни автора Белинский откликнулся несколькими короткими рецензиями, каждая следующая из которых была всё более суровой, а в анонимном обзоре литературной жизни 1844 года подытожил все собственные оценки буквально в одной фразе: «Г. Мятлев вдруг прославился «Сенсациями мадам Курдюковой», сочинением, которое в небольших дозах могло быть читано в обществе знакомых людей, к их удовольствию, но которое в печати не имеет никакого значения, кроме скучной и довольно плоской книги».
Почти буквальным повторением отношения и формулировок кажется и критическая рецензия Николая Чернышевского, вызванная очередным переизданием «тамбовской» поэмы Мятлева и появившаяся двенадцатью годами позднее.

Жаль нам почтенную барыню, хотели мы замолвить о ней доброе слово, вздумали испытать, нельзя ли найти хотя какую-нибудь забаву в её болтовне, начали вслушиваться… лучше было бы и не начинать! Ни искры остроумия или юмора, ни тени хитрого или наивного простодушия, ни капли смысла или наблюдательности! А претензий на остроумие гибель. <...>
Нет, уж в тысячу раз остроумнее «Энеида, вывороченная наизнанку» Осиповым, да и стихи у Осипова едва ли не лучше, нежели в «Сенсациях г-жи Курдюковой».— Николай Чернышевский, «Сенсации и замечания г-жи Курдюковой за границею...», 1856
Однако преобладающее мнение о поэме было иным. Пожалуй, точнее всего общее настроение выразил Михаил Загоскин в своей книге «Москва и москвичи», отметив сатирическую и реалистическую актуальность поэмы Мятлева: «Говорят, что известная русская путешественница госпожа Курдюкова ― совершенно невероподобное создание, карикатура!.. Неправда! Я на свою долю знаю одну и даже двух Курдюковых, которые ездили а летранже, срамились, убили последнее своё именьишко и, что всего хуже, назывались за границею русскими барынями».
В своих воспоминаниях Юрий Арнольд особо отмечал ту роль, которую сыграло в светском и салонном успехе поэмы авторское чтение, отличавшееся непосредственностью интонации и артистизмом: «Читал же И. П. Мятлев очень хорошо, с явными признаками истинного сценического комизма». Однако едва ли не самым важным для большинства слушателей оставалась непосредственная сатира, та живая связь текста поэмы с той средой, из которой она выросла и в которой она бытовала: «Сколько психологической правды в этой вещице, сколько тонко схваченных верных черт из нрава, из привычек и воззрений русской степной провинциалки с претензиями на аристократизм! И какая художественность в лёгкости и элегантности литературной отделки! Хохочешь поневоле от всей души, а тривиально-банального стиха нигде не встречаешь!»:465
Несколько ироническую, хотя и вполне уважительную оценку мятлевского творчества оставил Пётр Вяземский, лично знавший автора и (вместе с Пушкиным) в начале 1830-х годов состоявший с ним в приятельских отношениях. Он называл Мятлева «Гомером курдюковской одиссеи», а его поэму с полной серьёзностью относил к числу высоких произведений юмористического и сатирического жанров.:12-13 Вспоминая об Александре Смирновой-Россет, в салоне которой Мятлев часто бывал и небезосновательно называл «своей музой»,:9,100 Вяземский безо всяких скидок сопоставлял стихи о Курдюковой с такими явлениями в европейской живописи, как Теньер или Хогарт: «Переряженная и масленичная поэзия певца Курдюковой находила в ней <Смирновой-Россет> сочувственный смех. Обыкновенно женщины худо понимают плоскости и пошлости; она понимала их и радовалась им, разумеется когда они были не плоско-плоски и не пошло-пошлы. Наша красавица умела постигать Рафаэля, но не отворачивалась от Теньера, ни от карикатуры Гогарта и даже Кома».
Спустя полвека, в предисловии к суворинскому изданию 1904 года путешествие Курдюковой предстало в качестве антикварной диковинки, получив почти восторженные оценки издателя. Так или иначе, но, находясь на высоте XX века, приходилось признать, что эта повесть стои́т совершенно особняком в русской литературе.

В 1840 году в петербургских магазинах появилась необыкновенная книга. <...> Роскошь и совершенство, с каким была напечатана эта книга, были совсем необычны для тогдашнего читателя. <...> Книга имела огромный, сенсационный успех. «Сенсации» покупали, читали, выучивали наизусть по целым главам, декламировали в гостиных...
Парадоксальным образом, едва ли не наибольшее влияние путешествие мадам Курдюковой, дан л’Этранже́ спустя почти сто лет оказала на творчество ОБЭРИУтов, прежде всего, Николая Олейникова, который высоко ценил стихи Мятлева, выделяя, в особенности, почти абсурдистскую языковую ткань его путевой поэмы.

## Комментарии
1. Иллюстрация В.Тимма с фронтисписа издания 1841 года, расположенная на левой части разворота напротив титульного листа с заглавием книги и надписью: «Тамбов, 1841 год».
2. ↑  Иллюстрация В.Тимма с фронтисписа издания 1841 года, расположенная на левой части разворота напротив титульного листа с заглавием книги и надписью: «Тамбов, 1841 год».
3. ↑  В разных источниках указываются разные даты начала публикации поэмы, чаще всего можно встретить 1840 или 1841 год. На титульном листе первого издания первого тома указано: «Тамбов, 1841». Между тем, в 1840 году отдельные отрывки из поэмы появлялись в журнальном издании.
4. ↑  «Госпожи» иногда сокращено до «г-жи». Начиная от выдержавшего два издания хрестоматийного мятлевского сборника 1960-х годов, название поэмы в современной орфографии чаще всего приводится в сокращённом и нормативном варианте: «Сенсации и замечания госпожи Курдюковой...» без двух последних элементов своего окончания. В первую очередь, под сокращение попало тавтологическое прибавление по-французски «дан л’Этранже́» (сделанное Мятлевым для салонной публики), как лишнее для нынешнего читателя. Вторым сокращением стало предшествующее ему словосочетание «за границею», поскольку в более поздних (не факсимильно точных) изданиях или упоминаниях оно встречается в современном варианте написания «за границей» и также теряет соответствие авторскому стилю. В целом же следует признать, что только в своём полном виде «Сенсации и замечания госпожи Курдюковой за границей, дан л’Этранже» заголовок сохраняет заложенный в него замысел и, что главное, интонацию Ивана Мятлева, включая ироническую тавтологию последних четырёх слов. Примерно таким же слогом написана и вся поэма.
5. ↑  Ранние упоминания о работе Мятлева над поэмой имеются в его письмах к В. А. Жуковскому от 4 ноября и 22 декабря 1838 г. и в переписке с сыном — В. И. Мятлевым — в 1839 г. Кроме того, Евгений Баратынский в одном из писем жене, писанных из столцы в 1839 году (за полтора года до первой публикации первого тома поэмы), сообщает ей в тонах почти восторженных, что на вечере у Одоевского познакомился с Мятлевым, когда тот «мастерски читал» отрывки из «путешествия Курдюковой по чужим краям».